# Bler Voldorf
Bler Kornelija Voldorf (engl. Blair Cornelia Waldorf) je glavni lik serije romana Tračara (engl. Gossip Girl). Ovaj lik se pojavljuje u televizijskoj i manga adaptaciji romana. Njen kreator, Sesil von Zigesar, je opisuje kao „devojku ekstrema“,. 

## Literatura
- von Ziegesar, Cecily (2003). Gossip Girl: Because I'm Worth It. Poppy (Little, Brown and Company). ISBN 978-0-316-90968-6.
- von Ziegesar, Cecily (2002). You Know You Love Me: A Gossip Girl Novel. Poppy (Little, Brown and Company). ISBN 978-0-316-91148-1.
- von Ziegesar, Cecily (2009). Gossip Girl: I Will Always Love You. Poppy (Little, Brown and Company). ISBN 978-0-316-04361-8.